# واحد حرکتی
واحد حرکتی (به انگلیسی: Motor unit) کوچکترین واحد عملکردی عصبی-عضلانی در فرایند انقباض عضلات اسکلتی است. هر واحد حرکتی از یک نورون حرکتی آلفا، آکسون آن و همچنین تمامی فیبرهای عضله اسکلتی که توسط این نورون عصب دهی می‌شوند، تشکیل می‌گردد.
هر واحد حرکتی می‌تواند بزرگ، متوسط یا کوچک باشد که اندازه آن بر اساس تعداد فیبرهای عضلانی(فیبرهای خارج دوکی)که از طریق نورون حرکتی آلفا عصب دهی می‌شوند، مشخص می‌گردد. عضلاتی که در حرکات ظریف و دقیق نقش دارند، دارای آلفا موتور نورون‌های بیشتری بوده که هر کدام تعداد کمی از فیبرهای عضلانی را عصب دهی می‌کنند. به عنوان مثال در عضلات حنجره، هر واحد حرکتی دارای ۲ الی ۳ فیبر عضلانی است. در عضلات کوچک دست(مثلاً لومبریکال‌ها)، هر نورون حرکتی آلفا به ده فیبر عضلانی عصب رسانی می‌کند. هر واحد حرکتی در عضلات چشم دارای ۳ تا ۱۰ فیبر عضلانی است. واحدهای حرکتی عضلات قوی، هر یک به عنوان نمونه از ۵۰۰ الی ۲۰۰۰ فیبر عضلانی تشکیل می‌گردند. در عضله گاستروکنمیوس که در حرکات با دقت کم نقش دارد، هر واحد حرکتی ممکن است ۱۰۰۰ الی ۲۰۰۰ فیبر عضلانی داشته باشد. 

## انواع واحد حرکتی
هر واحد حرکتی تنها دارای یکی از سه نوع فیبر عضلانی است و نوع فیبر عضلانی در یک واحد حرکتی بر اساس ماهیت آمد و رفت جریان عصبی در نورون حرکتی آلفا ی مربوطه تعیین می‌شود. سه نوع فیبر عضلانی به گروه I،   IIB و IIA تقسیم می‌شوند.
Burke و همکارانش در سال ۱۹۷۳ سه نوع اصلی واحد حرکتی را شناسایی کردند. واحدهای حرکتی اصلی عبارتنداز:
- واحد حرکتی S یا Slow. این گروه دارای فیبرهای عضلانی نوع  I هستند که فیبرهای آهسته[۳] نیز خوانده می‌شوند. از نظر قدرت ضعیف بوده ولی نسبت به خستگی مقاوم می‌باشند. عضلات عمقی بیشتر دارای واحدهای حرکتی S هستند. متابولیسم این دسته از فیبرهای عضلانی از نوع هوازی(اکسیداتیو)است.
- واحد حرکتی FF یا Fast Fatiguable. فیبرهای عضلانی  IIB را دارا بوده که فیبرهای سریع[۴] خوانده می‌شوند. بیشتر در عضلات سطحی وجود دارند. این گروه قدرت عضلانی قوی را ایجاد کرده ولی خستگی پذیرند. متابولیسم آنها از نوع گلیکولیتیک است.
- واحد حرکتی FR یا Fast Fatigue Resistant. نوع فیبر عضلانی این گروه،IIA است. همانند گروه دوم، دارای فیبرهای سریع بوده ولی برخلاف آنها نسبت به خستگی مقاوم هستند و قدرت متوسطی را ایجاد می‌کنند. متابولیسم گروه سوم، از نوع اکسیداتیو-گلیکولیتیک است.

## رابطه واحد حرکتی و نورون حرکتی آلفا
آلفا موتور نورون‌های بزرگ(نوع دینامیک)، تحریکات سریعی ایجاد می‌کنند و بنابراین واحدهای حرکتی آنها از نوع  FF و FR است. آلفا موتور نورون‌های کوچک(نوع استاتیک)، تحریکات کندی را به وجود می‌آورند و واحدهای حرکتی آنها از نوع S است.
واحدهای حرکتی نوع S بیشتر در ارتباط با فعالیت‌های پیوسته(ثابت یا ممتد)هستند، درحالیکه واحدهای حرکتی نوع  FF و FR بیشتر در فعالیت‌های سریع و مورد نیاز در مدت زمان‌های کوتاهتری از طریق آلفا موتور نورون‌های دینامیک خود فعال می‌شوند.